# Tambralinga
Tambralinga foi um antigo reino situado na Península da Malásia. Embora os registos históricos sejam escassos, estima-se que tenha durado entre o séculos VII e XIV. Tendo inicialmente prestado tributo ao imperador da dinastia Tangue, a determinado momento passou a existir sob a influência do Império Serivijaia. Por volta do fim do século XII, tornou-se independente de Serivijaia à medida que o prestígio do império entrou em declínio. No seu apogeu, durante o século XIII, Tambralinga ocupava a maior parte da península malaia e tornou-se um dos estados dominantes do sudeste asiático.